# 周口市
周口市（しゅうこうし）は、中華人民共和国河南省に位置する地級市。総人口は880.92万人であり、河南省第3位の人口を擁する。

## 地理
河南省の東南部に位置し、商丘市、開封市、許昌市、漯河市、駐馬店市、安徽省に接する。

## 歴史
2000年6月8日に周口地区から周口市へと昇格した。
周口市周辺の歴史は古い。2006年には淮陽県から、4500年前の古代八卦符号が発掘された。
多くの文人や武人も輩出している。道家の開祖の老子（李耳）は苦県（現在の鹿邑県）に生まれたという。中国でも最初の大規模農民蜂起の陳勝・呉広の乱を起こした陳勝と呉広は陳城（現在の淮陽区）を首都に「張楚」を建国した。易学家の陳摶も鹿邑県の生まれである。中華民国初期の政治家・将軍である袁世凱は現在の項城市の、1930年代に中国共産党員として抗日軍を率いた吉鴻昌は扶溝県の生まれだった。

## 行政区画
2市轄区・1県級市・7県を管轄下に置く。
- 市轄区：
  - 川匯区・淮陽区
- 県級市：
  - 項城市
- 県：
  - 扶溝県・西華県・商水県・沈丘県・鄲城県・太康県・鹿邑県

| 周口市の地図                                                          |
| --------------------------------------------------------------------- |
| 川匯区 淮陽区 扶溝県 西華県 商水県 沈丘県 鄲城県 太康県 鹿邑県 項城市 |

### 年表
この節の出典

#### 淮陽専区
- 1949年10月1日 - 中華人民共和国河南省淮陽専区が成立。周口市・淮陽県・鹿邑県・太康県・扶溝県・西華県・商水県・項城県・沈丘県が発足。(1市8県)
- 1951年7月2日 - 鹿邑県・淮陽県・沈丘県の各一部が合併し、鄲城弁事処が発足。(1市8県1弁事処)
- 1952年6月10日 - 周口市が商水県に編入。(8県1弁事処)
- 1952年8月11日 - 鄲城弁事処が県制施行し、鄲城県となる。(9県)
- 1953年1月29日 
  - 扶溝県・商水県・西華県が許昌専区に編入。
  - 淮陽県・鹿邑県・太康県・項城県・沈丘県・鄲城県が商丘専区に編入。

#### 周口地区
- 1965年6月16日 - 商丘専区太康県・淮陽県・鹿邑県・鄲城県・沈丘県・項城県、許昌専区商水県・西華県・扶溝県を編入。周口専区が成立。(9県1鎮)
  - 商水県の一部が分立し、周口鎮が発足。
- 1969年3月15日 - 周口専区が周口地区に改称。(9県1鎮)
- 1980年9月26日 - 周口鎮が市制施行し、周口市となる。(1市9県)
- 1984年10月6日 - 商水県・淮陽県・西華県の各一部が周口市に編入。(1市9県)
- 1993年12月16日 - 項城県が市制施行し、項城市となる。(2市8県)
- 2000年6月8日 - 周口地区が地級市の周口市に昇格。

#### 周口市
- 2000年6月8日 - 周口地区が地級市の周口市に昇格。(1区1市8県)
  - 周口市が区制施行し、川匯区となる。
- 2011年6月13日 - 淮陽県の一部が川匯区に編入。(1区1市8県)
- 2019年6月27日 - 淮陽県が区制施行し、淮陽区となる。(2区1市7県)

## 交通
鉄道
- 漯阜線（中国語版）（漯河市 - 安徽省阜陽市）
- 鄭阜高速鉄道（中国語版）（鄭州市 - 阜陽市）

道路
- 大広高速道路
- 漯界高速道路